# Neo Ntsoma
Neo Ntsoma (* 27. prosince 1972, Mahikeng) je jihoafrická fotografka známá pro svou fotožurnalistiku, portrétování, hudbu a populární kulturu. Narodila se ve Vryburgu a vyrostla ve venkovských oblastech Mafikengu v provincii Severozápad a její fascinace filmem začala již v raném věku. Vyrůstala v éře apartheidu a viděla negativní portréty černošských Jihoafričanů a nedostatek účasti černých žen v mediálním průmyslu, kterému dominují bílí muži. To ji povzbudilo k tomu, že chtěla něco změnit, což ale v té době nebylo snadné. Ntsoma navštěvovala St Mary's High School, kde se seznámila s hudbou, tancem a dramatem, a právě zde zjistila, že její kariérní dráha je odlišná od jejích vrstevníků.   Navzdory několika životním neúspěchům si šla za svým snem být fotografkou a uspěla. Ntsoma je známá svými fotografiemi, které vynikají zvláštními úhly, ze kterých jsou pořízeny, a způsobem, jakým si hraje s tím, co je na snímcích zaostřeno a co ne. Kromě fotografování se stala nadšenou mentorkou pro mladé fotoreportéry.

## Životopis
Narodila se ve Vryburgu a vyrostla ve venkovských oblastech Mafikeng v provincii Severozápad.  Ntsoma je poslední ze tří dětí narozených Olefile Ntsoma a Nomalanga Marie Ntsoma rozené Hlabangane. Fotografování je profese, ke které propadla náhodou, profese pro černošky v té době neznámá. Ntsoma začala studovat na Peninsula Technikon v roce 1992. Jejím počátečním zájmem byl film a televize. Před zápisem na Technikon nikdy s fotoaparátem nepracovala.   Později se v letech 1994 až 1995 přestěhovala do Pretoria Technikon, aby pokračovala ve studiu se specializací na módu a reklamu, ačkoli jí byla odepřena možnost absolvovat.

## Kariéra
Navzdory výzvám a neúspěchům na své cestě se Ntsoma v roce 1998 stala první černošskou fotografkou, která pracovala pro jedny z největších novin v Jižní Africe, The Star. Ačkoli se Ntsoma nikdy necítila diskriminována svými kolegy, kteří byli převážně běloši a muži, cítila potřebu neustále dokazovat, že je v tomto odvětví uznávána. Jak vysvětluje Ntsoma ve svém prohlášení o umění:
Fotila jsem, aby lidé věřili mně. Nyní fotím, aby lidé uvěřili obsahu mých fotografií. Mým cílem je podělit se o svůj pohled na věc a také to, co k tomu cítím. Ale co je pro mě důležité, je zachytit ducha a duši předmětu, který fotím. 

V letech 2002 až 2003 Ntsoma začala spolupracovat s Majority World, když byla lektorkou na Pathshala South Institute of Photography v Bangladéši, který vedl Shahidul Alam. Alam pomáhal s propagací tvorby umělců z většinových zemí světa, včetně Afriky. Majority World propagoval její práci a dal jí příležitost předvést ji na výstavách a v publikacích po celém světě. Ntsoma zmínila: "Mohu hrdě prohlásit, že lidé vědí o mé práci v zemích, kde neumí ani číst."
V roce 2004 se Neo Ntsoma stala první ženou, která obdržela cenu Mohameda Amina, cenu CNN African Journalist of the Year Photography Prize za svou fotografickou esej s názvem Their World in Flames (Jejich svět v plamenech). V průběhu let se její kariéra rozšířila také do výtvarného umění a fotografie celebrit. 
Ntsoma je spoluautorkou Women by Women: 50 Years of Women's Photography in South Africa s dalšími autory jako jsou: Robin Comley, George Hallett a Penny Siopisová. To bylo pověřeno jihoafrickým ministerstvem umění a kultury jako oslava 50. výročí pochodu 1956 žen na Union Buildings.
V roce 2007 Ntsoma založila Neo Ntsoma Productions, vizuální komunikační a produkční společnost vlastněnou a řízenou výhradně černoškami. Její tým se skládá z fotografek, videotechnologů, editorek, stratégů vizuální komunikace, spisovatelek a konzultantek, kteří pracují v průmyslovém i podnikovém sektoru. Společnost také poskytuje podnikatelské workshopy a soukromé mentorské programy pro začínající fotografky.
Jako fotoreportérka roku 2018, byla Neo Ntsoma spolu s kolegou součástí panelové diskuse o vývoji na africkém kontinentu v Galerii umění Yale University.

## Ocenění
- Cena programu National Geographic All Roads Photo 2005
- 2005 Mondi Shanduka Newspaper Awards (vítězka Premier Award – fotografie)
- 2005 Fuji Southern Africa Press Awards – (druhá v obrázkovém příběhu)
- 2005 Fuji South Africa Professional Awards – GOLD Fine Art
- 2005 Fuji South Africa Professional Awards – SILVER Fine Art
- 2005 Fuji South Africa Professional Awards – BRONZE Manipulation
- 2005 Fuji South Africa Professional Awards – SILVER Automotive
- 2004 CNN – Mohammed Amin Award (první držitelka)
- Fotograf roku 2004 Fuji Southern Africa Press (druhá)
- 2004 Fuji Southern Africa Press Awards – (Picture Story – vítězka)
- 2004 Fuji African Press Photo Awards – VISA POUR L'IMAGE (druhé místo)
- 2004 Fuji African Press Photo Awards – VISA POUR L'IMAGE (novinky – 2. místo)
- 2003 Fuji South Africa Press Awards (velmi chváleno – obrázkový příběh)
- 2002 Fuji South Africa Press Awards (velmi chváleno – celovečerní singl) [8]
- 2002 Fuji South Africa Press Awards (výběr porotců) [8]
- 2002 Mondi Paper Newspaper Awards – (finalistka)[17]

## Vyznamenání
- 2007 Členka poroty – Fuji Southern Africa Press Awards
- 2006 MTN Women in the Media Award (finalistka) [10]
- 2006 Časopis True Love 100 žen, které ovlivnily místní i globální kulturu.[18]
- 2006 Časopis Cosmopolitan: 30 úžasných žen, každoroční článek v časopise Cosmopolitan, na oslavu vynikajících žen v Jižní Africe. [8][19]
- 2005 První fotograf z jižní polokoule, kterému byl vybrán snímek na titulní stranu kalendáře One World Calendar.
- 2004 Časopis Time Fotografie týdne (23.–29. srpna)
- 2004 Časopis Cosmopolitan, 30 úžasných žen, každoroční článek v časopise Cosmopolitan, na oslavu vynikajících žen v Jižní Africe.

## Výstavy
- All Roads Film Festival, Los Angeles
- Filmový festival Santa Fe, Nové Mexiko
- Mezinárodní den žen, Toronto
- Chobi Mela - festival fotografie jižní Asie
- Římský festival fotografie

## Skupinové výstavy
- Yithi Laba. Skupinová výstava Lindeka Qampi, Neo Ntsoma, Zanele Muholiová, Ruth Seopedi Motau a Berni Searle na Market Photo Workshop, Johannesburg[20]